# Lollius australicus
Lollius australicus är en insektsart som beskrevs av Stsl 1870. Lollius australicus ingår i släktet Lollius och familjen sköldstritar. Inga underarter finns listade i Catalogue of Life.